# 1838年3月25日日食
1838年3月25日日食为一次在协调世界时1838年3月25日出現的日全食。該次日食食分為1.0505，食甚維持3分39秒。

## 概述
這次日食的食分是1.0505，全食維持3分39秒。

## 基本參數
- 類型：日全食
- 食甚資料：
  - 日期：1838年3月25日
  - 時間：21時52分16秒
  - 地點：40S 118W
  - 食分：1.0505
  - 日全食持續時間：3分39秒

## 外部連結
- NASA日食專頁（页面存档备份，存于）（英文）